# Hypercompe kinkelini
Hypercompe kinkelini är en fjärilsart som beskrevs av Hermann Burmeister 1880. Hypercompe kinkelini ingår i släktet Hypercompe och familjen björnspinnare. Inga underarter finns listade i Catalogue of Life.